# Alepis
Alepis, monotipsli biljni rod iz porodice ljepkovki smješten u tribus Elytrantheae. Jedina je vrsta novozelandski endem A. flavida, polu-parazitski grm uglavnom na vanjskim granama bukovih (crna bukva, Nothofagus solandri) stabala. 
Može narasti do dva metra. Listovi su ovalni, prljavo zeleni i s crvenkastim rubom. Cvjetovi cjevasti, narančasto-žuti, u malim grozdovima.
Raste na oba novozelandska otoka gdje je poznata kao žuta imela (yellow mistletoe), piriraki i pirita (među Maorima)

## Sinonimi
1. Alepis polychroa (Colenso) Tiegh.
2. Elytranthe flavida (Hook.f.) Engl.
3. Elytranthe polychroa (Colenso) Engl.
4. Loranthus flavidus Hook.f.
5. Loranthus polychroa Colenso